# Dendrochilum louisianum
Dendrochilum louisianum är en orkidéart som beskrevs av Henrik Aerenlund Pedersen. Dendrochilum louisianum ingår i släktet Dendrochilum och familjen orkidéer. Inga underarter finns listade i Catalogue of Life.